# Style poznawcze
Style poznawcze – pojęcie odnoszące się do stałych wymiarów psychiki, odpowiadające różnicom indywidualnym w spostrzeganiu, myśleniu i uczeniu się, w organizowaniu i przetwarzaniu informacji.
Najczęściej wymieniane przez prof. Czesława Nosala to:
- zależność lub niezależność od pola – wyodrębnione jako pierwsza przez Hermana Witkina określa zdeterminowanie spostrzegania przez pole percepcyjne; osoby zależne od pola mają trudność z wyodrębnianiem z tła obiektów; narzędziem do badania tego wymiaru jest Test Ukrytych Figur;
- fragmentaryczne lub całościowe wyrażanie wielkości pola informacji;
- inkluzywna lub ekskluzywna konceptualizacja;
- zróżnicowanie pojęciowe (zakres ekwiwalentności);
- integrowanie lub rozdzielanie struktur pojęciowych;
- tolerancja na nierealistyczne doświadczenia;
- zaostrzanie lub wygładzanie percepcji;
- zakres skanningu uwagi;
- refleksyjność lub impulsywność
- sztywność lub giętkość kontroli
- wewnętrzne lub zewnętrzne umiejscowienie kontroli – wymiar związany ze społeczną percepcją
- styl orientacji w upływie czasu